# مسجد جامع دیوریغی
مسجد جامع و دارالشفای دیوریغی (ترکی استانبولی: Divriği Ulu Cami ve Darüşşifası) واقع در شهرستان و منطقهٔ دیوریغی در استان سیواس (آناتولی شرقی) که در سال ۱۲۹۹ به دستور احمدشاه ساخته شده‌اند. این منطقه از آناتولی را ترک‌ها در قرن ۱۱ میلادی فتح کردند. تکنیک پیچیده و خلاقانهٔ معماری این سقف و مجسمه‌های زینتی فراوانی که در سه درگاه آن قرارگرفته است از ویژگی‌های منحصربه‌فرد این شاهکار معماری اسلامی است. این مکان در سال ۱۹۸۵ در میراث جهانی یونسکو به ثبت رسید.

## تاریخ
سلجوقیان ایران و آسیای مرکزی از سال ۱۰۳۷ تا ۱۱۵۷ میلادی حکومت می‌کردند. بخشی از این خاندان به‌همراه گروه‌های دیگر ترک سرزمین‌های بیزانس در محدوده آناتولی را فتح کردند. سلجوقیان روم تا سال ۱۳۰۸ در آناتولی باقی ماندند.
امیر احمد شاه و توران ملک از دودمان ترک آل منگوجک مجموعه بسیار اصیل دیوریغی را در سال‌های ۲۹–۱۲۲۸ در منطقه کوهستانی شرق آناتولی بنا کردند. این مجموعه متشکل از دو بخش مسجد و دارالشفا است. هم مسجد و هم تیمارستان مجاور آن را معماری به نام خرم شاد، اهل اخلاط، ساخته است. این مجموعه در سال ۱۹۸۵ وارد فهرست جهانی شد.
اشکال برگ‌مانندی در گچ‌کاری ساختمان که به نیلوفر چینی شبیه هستند، نمایانگر این است که استادکاران آن از شرق آمده‌اند. این ترکیب نیلوفر و تزیینات نخلی نشان خلاقیت استادکاران را در این مناطق رو به پیشرفت نشان می‌دهد به‌گونه‌ای که تأثیر ترکیبی از فرهنگ‌های مختلف در طراحی این بنا به‌خوبی مشاهده می‌شود.

## معماری
در کتیبهٔ رسمی بنا ذکر شده که احمدشاه پسر سلیمان‌شاه این مسجد و دارالشفا را ساخته است. در کتیبه‌ای دیگر که کمتر شناخته شده است عنوان شده که حکمرانی احمدشاه معاصر با سلطنت علاءالدین کیقباد سلطان سلجوقی بوده است.
نمازخانه مسجد بزرگ پنج رواق و یک گنبد سنگی دارد. در بالای نمازخانه دو قبه به اندازه‌های نابرابر قرار دارند. یکی در بالای حوض وضو و قبه اصلی که بالای محراب قرار دارد.
مسجد، پنج راهه دارد که هر کدام شامل پنج دهانه و یک قبه نیم‌کره‌ای در مقابل محراب است که با سقفی مخروطی شکل پوشانده شده است. دروازه اصلی مسجد در شمال به سمت راهه اصلی باز می‌شود و راس آن گنبد قرار دارد. مناره باریک استوانه‌ای شکل مسجد، در دوره عثمانی به آن اضافه شده است.
این مجموعه دارای چهار دروازه با سبک‌های مختلف است: یکی در شمال، یکی در جنوب، دو تا در غرب. این دروازه‌ها با نقش‌های گل و نقش‌های هندسی به‌طور باشکوهی تزیین شده‌اند که یادآور طرح‌های معاصر ارمنی و گرجی است.
دروازه گوتیک شبیه دروازه‌های کلیساهای رومانسک و گوتیک دارای باریک‌ستون است. سرستون‌های غیرعادی بالای این ستون‌ها که شامل مقرنس و فرم‌های برگی‌شکل است، قرار دارد. این دروازه همچنین حاوی صفحات گرد در برجستگی‌های مرتفع است. فرم‌های نیلوفر و نخل نمایان شده در بخش‌های مرزی، نشان‌دهنده ترکیب شدن فرهنگ‌های مختلف در طراحی این اثر است.

## سازه
مسجد جامع دیوریغی شامل چند درگاه با سنگ عظیم است و در حجم کلی، طرحی زاویه‌دار و از خط سقف بسیار بالاتر است.
مسجد دارای گنبدی سنگی است که نشان‌دهنده مهارت فنی و استادی حیرت‌آوری در فضاسازی است و بار سقف آن به ستون‌ها منتقل می‌شود.

### نگارخانه

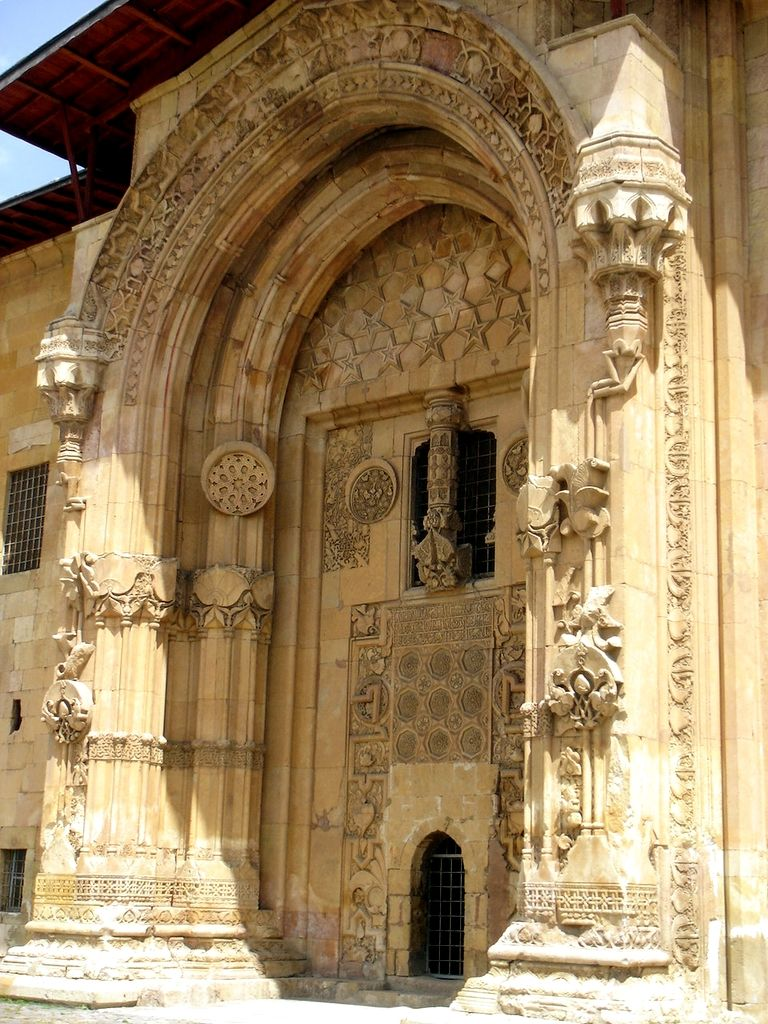
دروازه دارالشفا
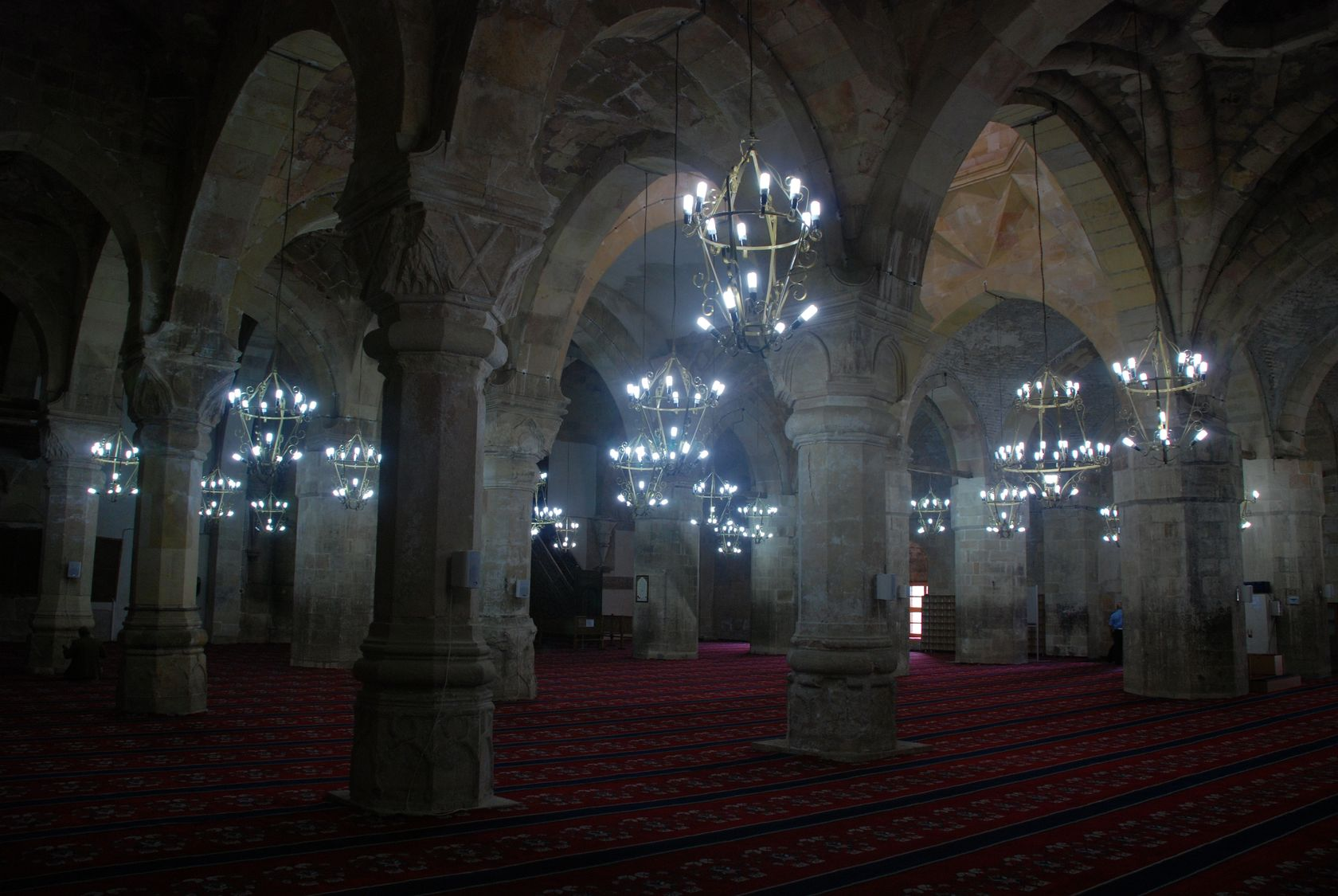
داخل مسجد
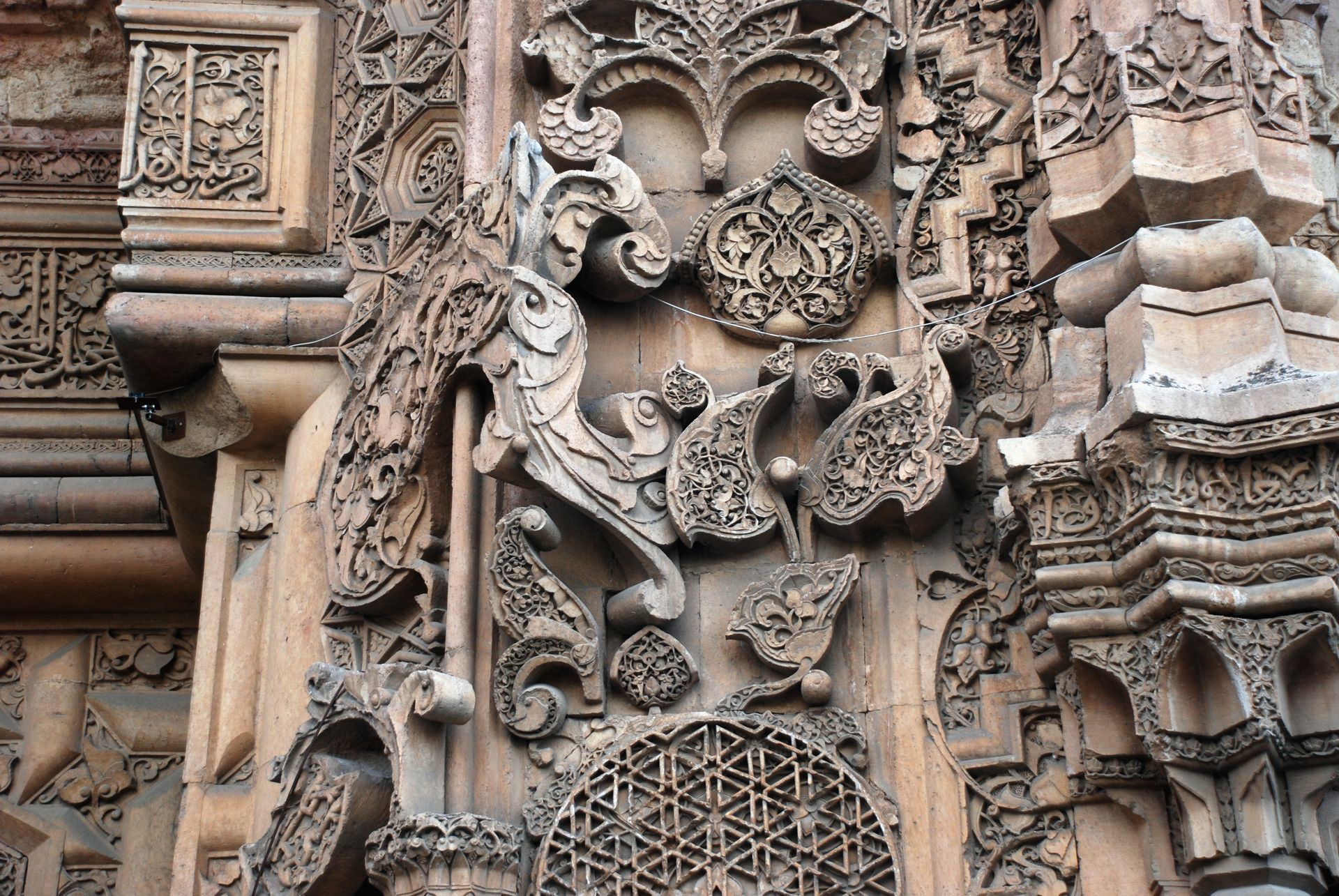
جزئیات حجاری‌ها
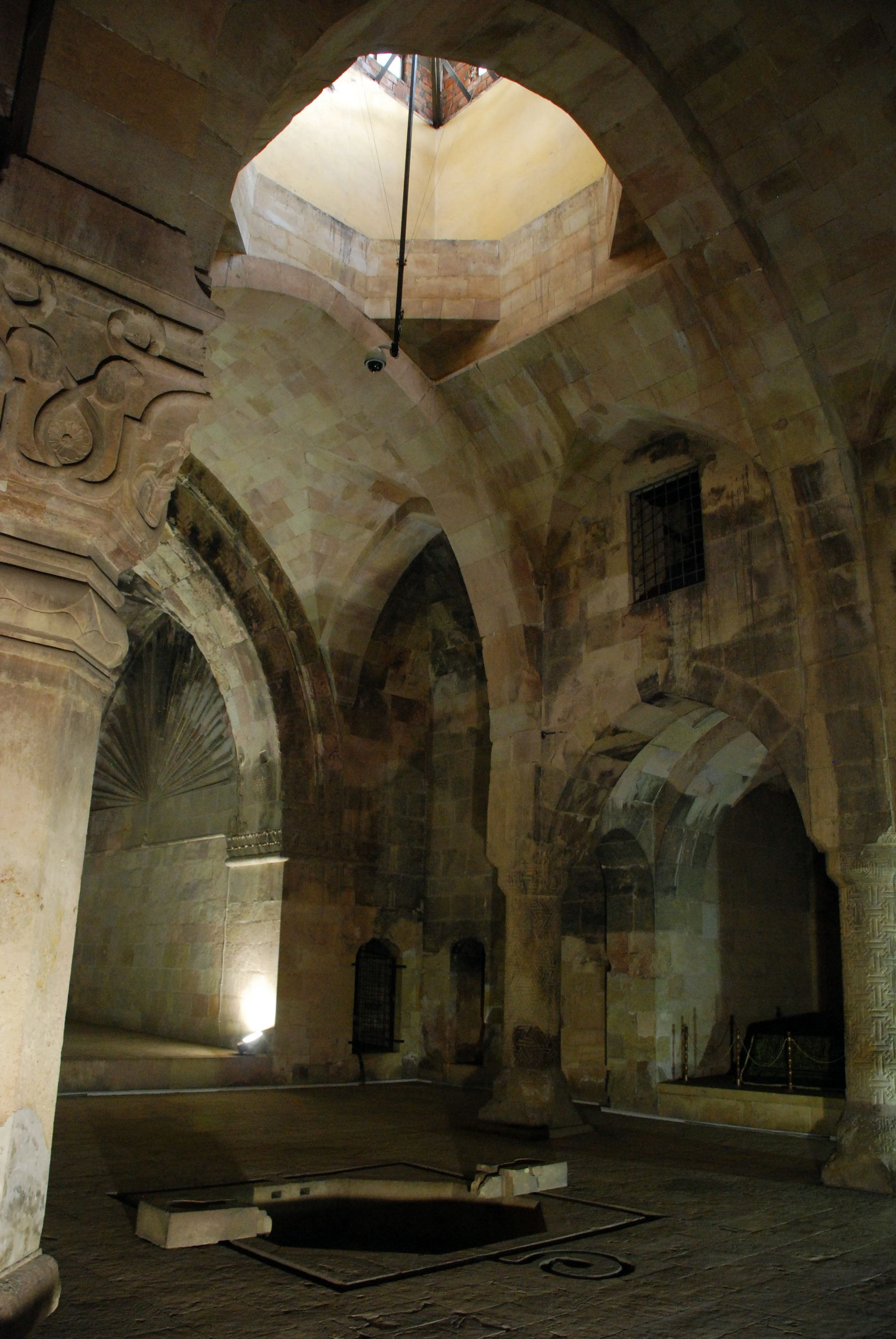
داخل بیمارستان
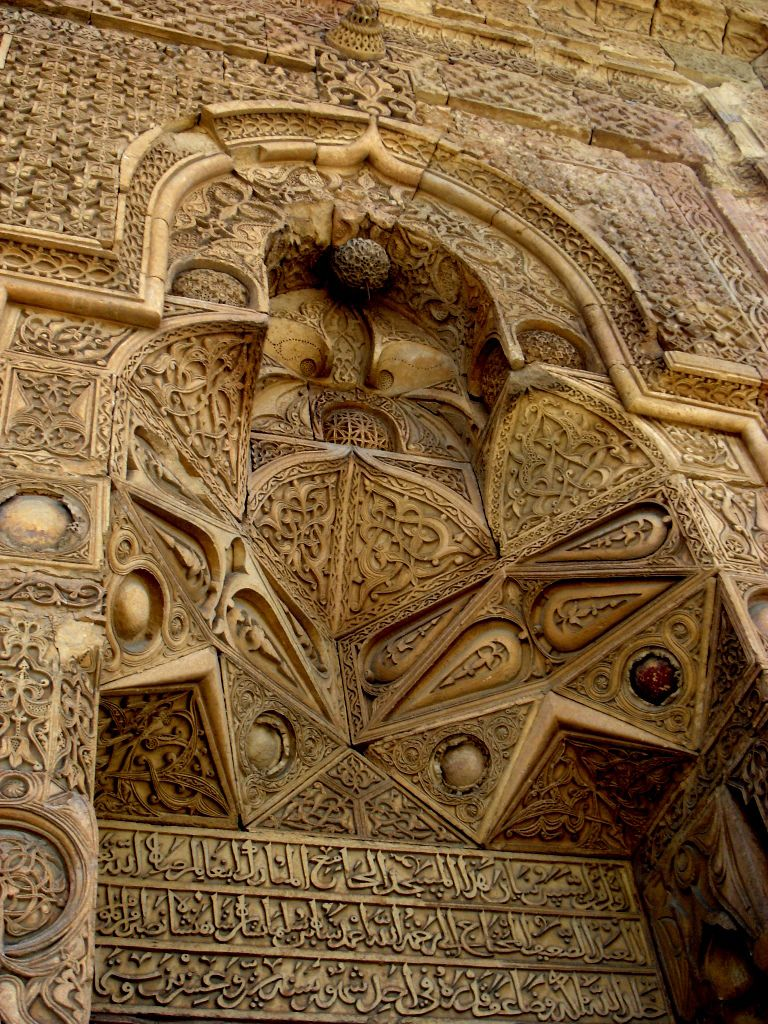
جزئیات دروازه
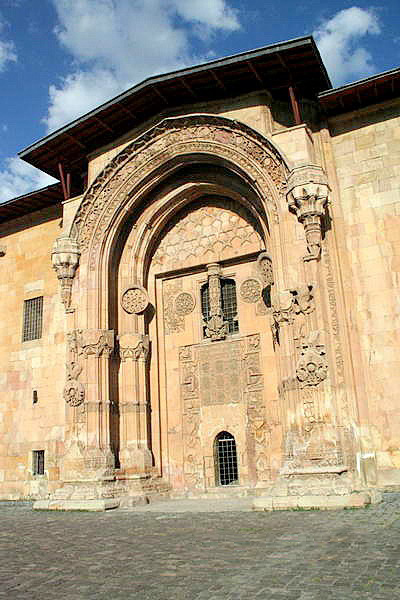
ورودی دارالشفا
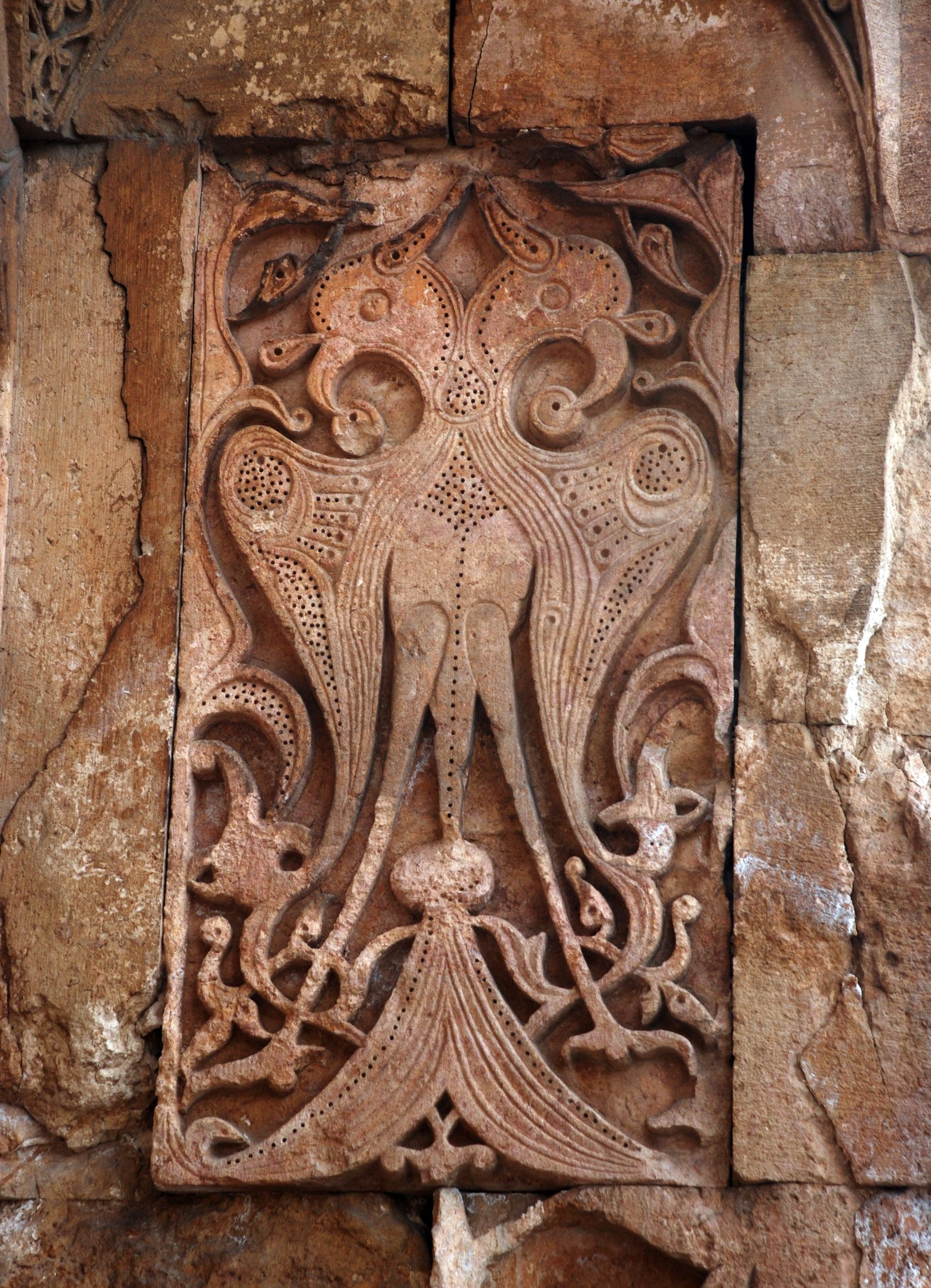
حجاری نقش پرنده
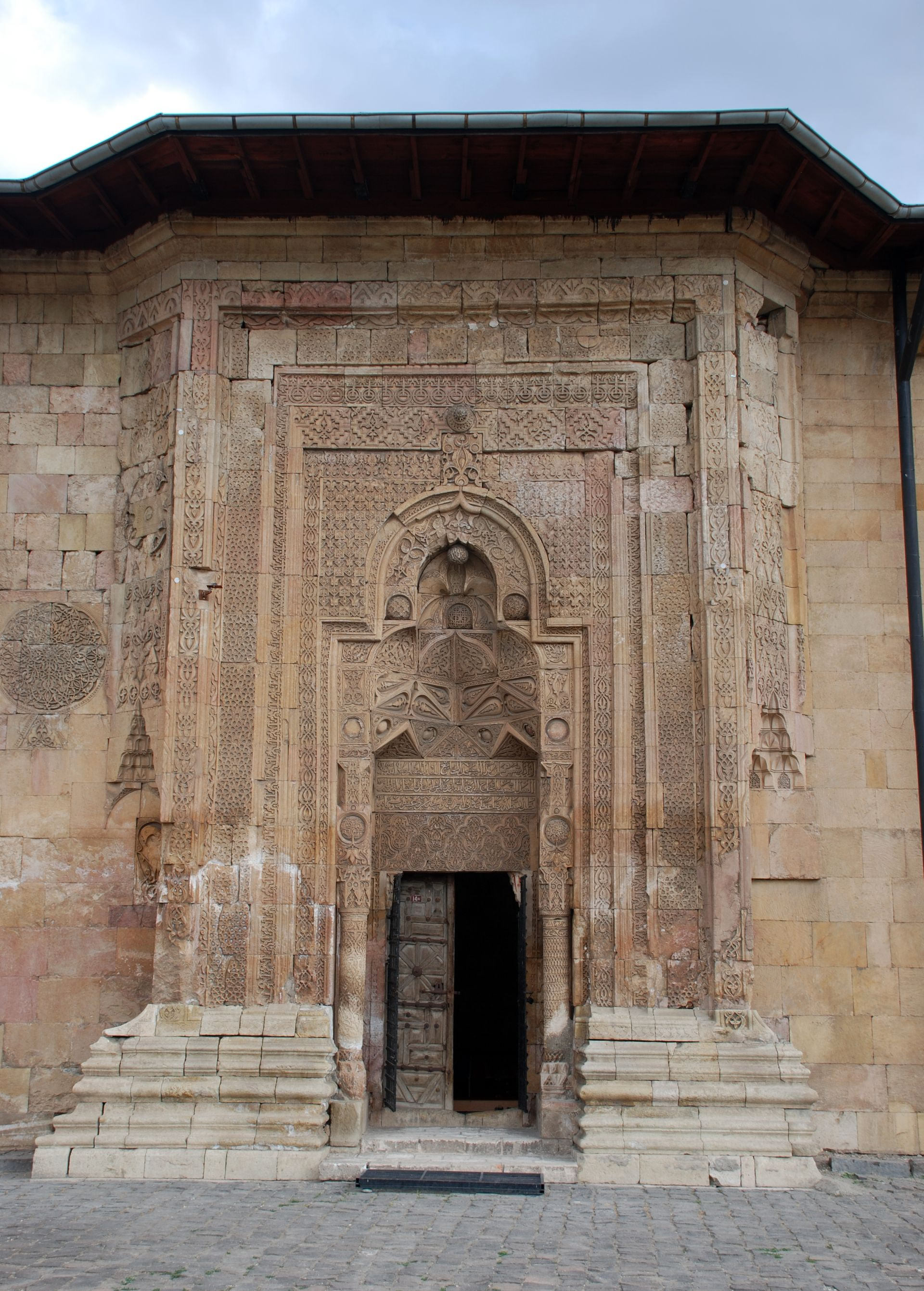
ورودی مسجد
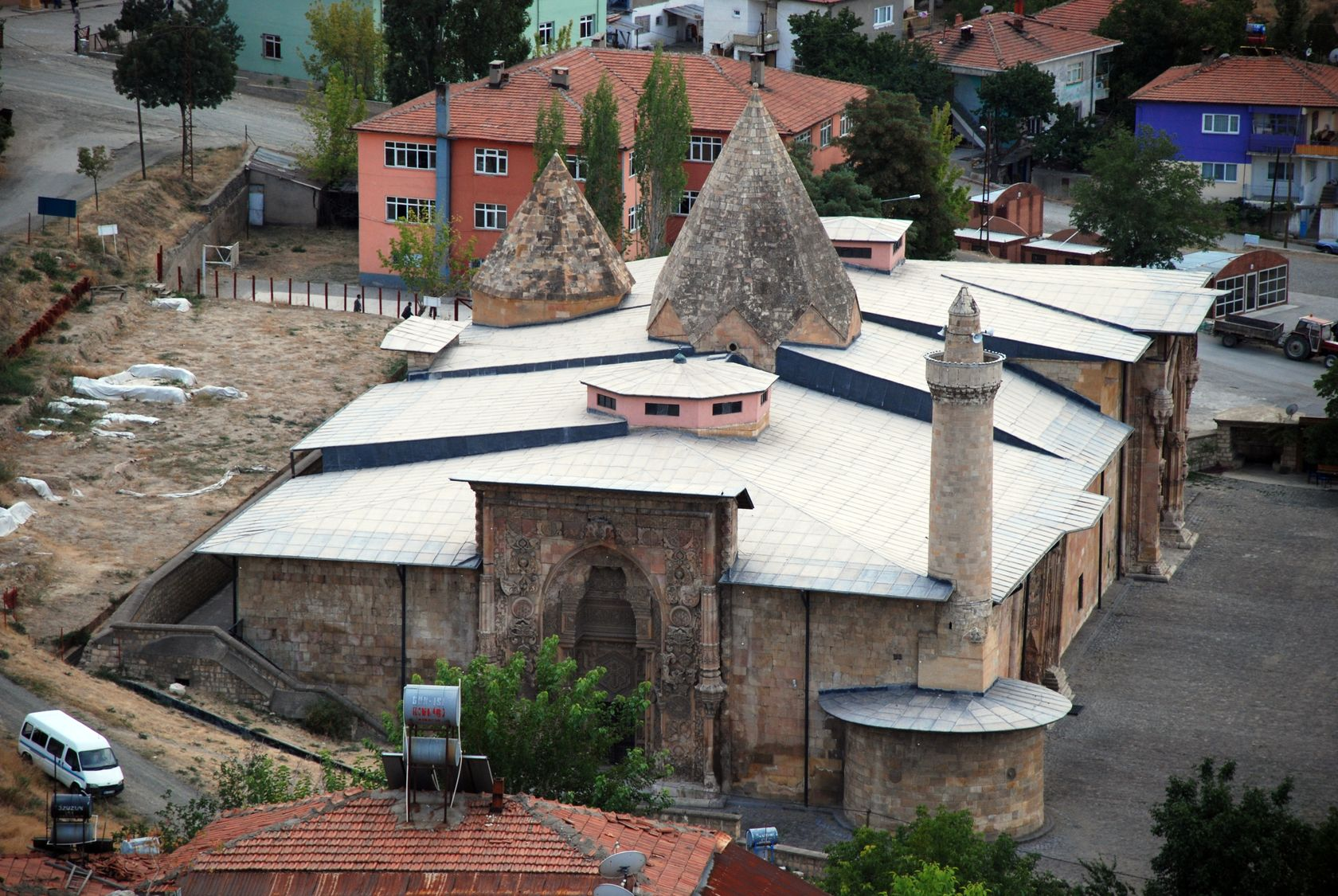
تصویر کلی ساختمان
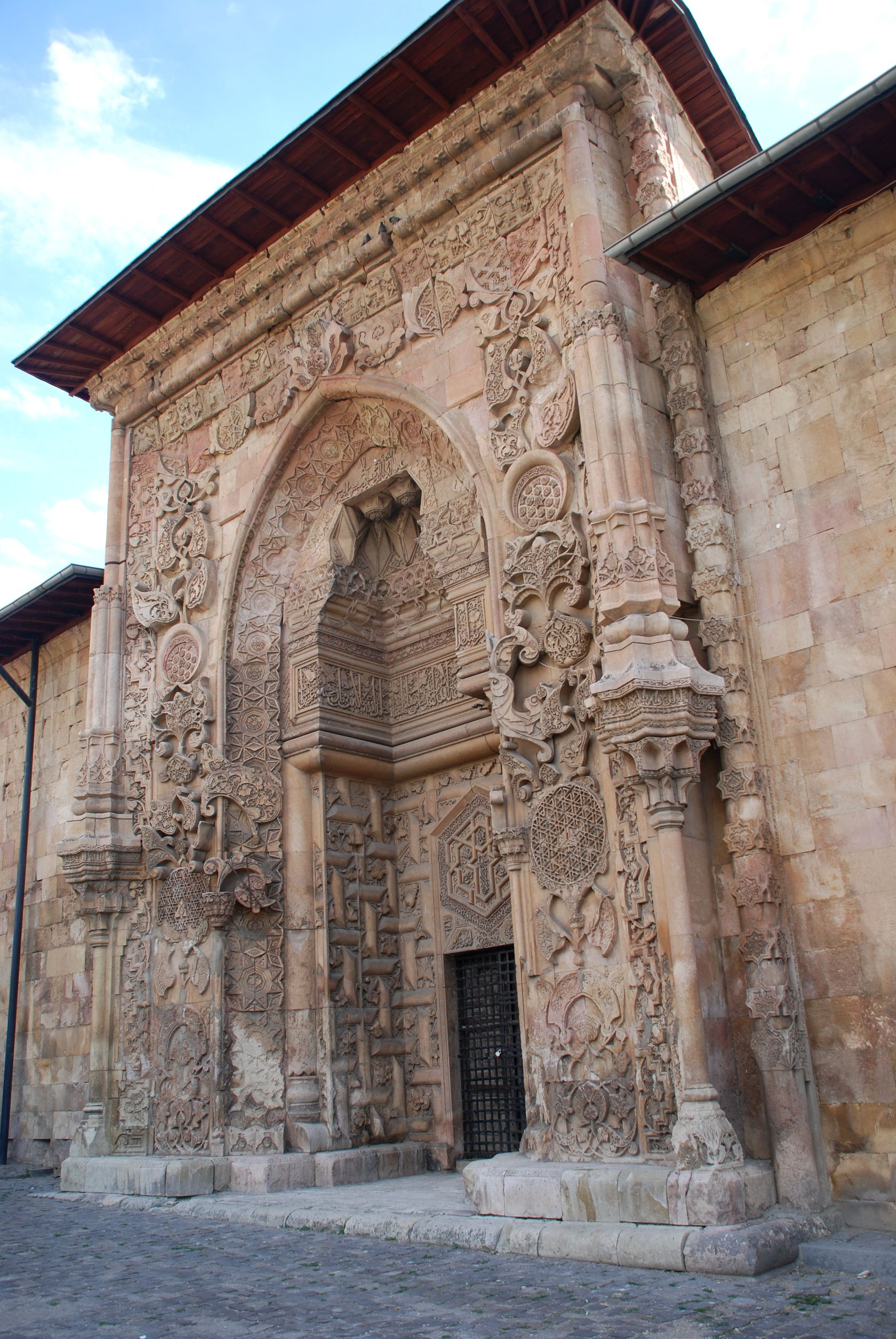
یک ورودی دیگر
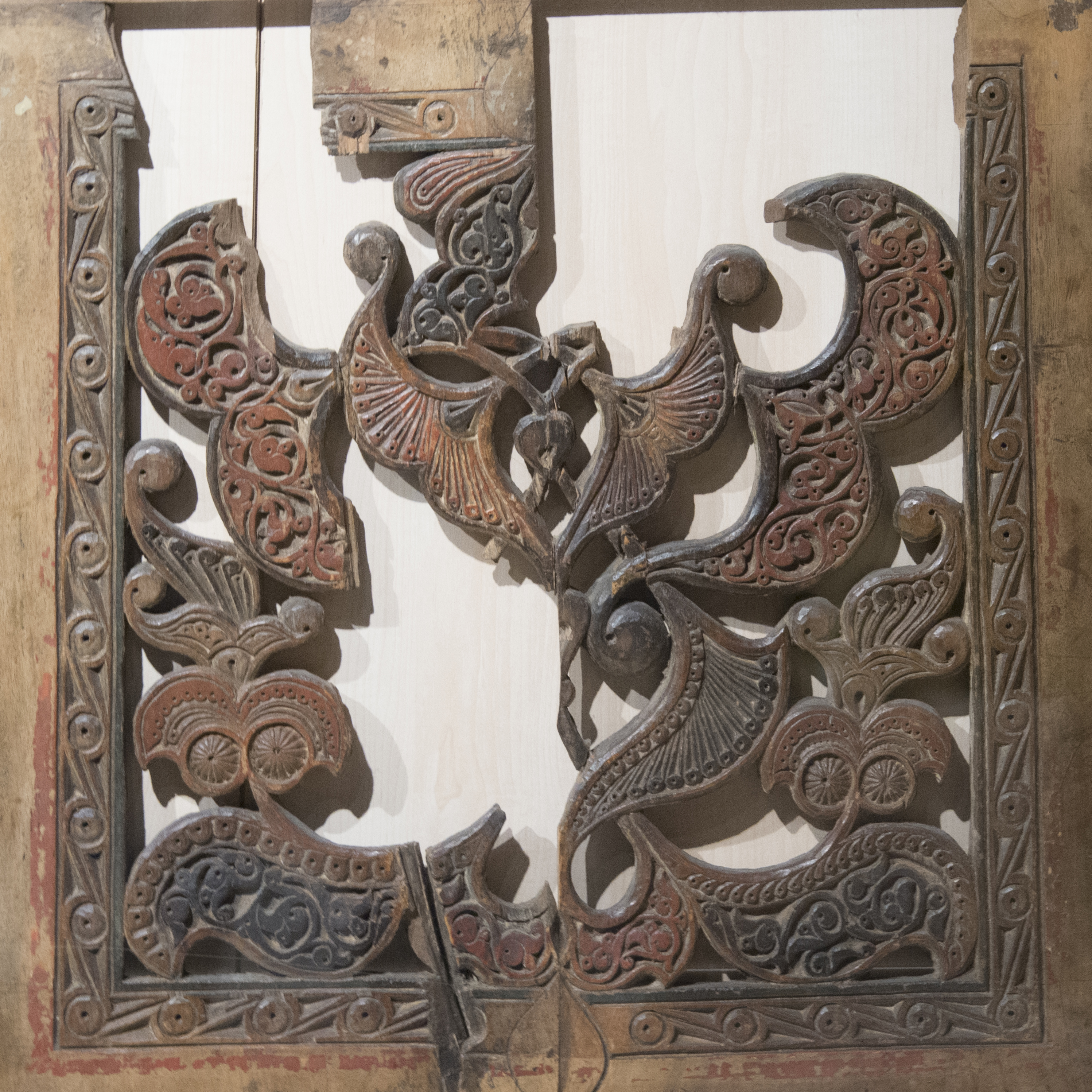
چوبکاری دیوریغی در موزه آنکارا واکیف
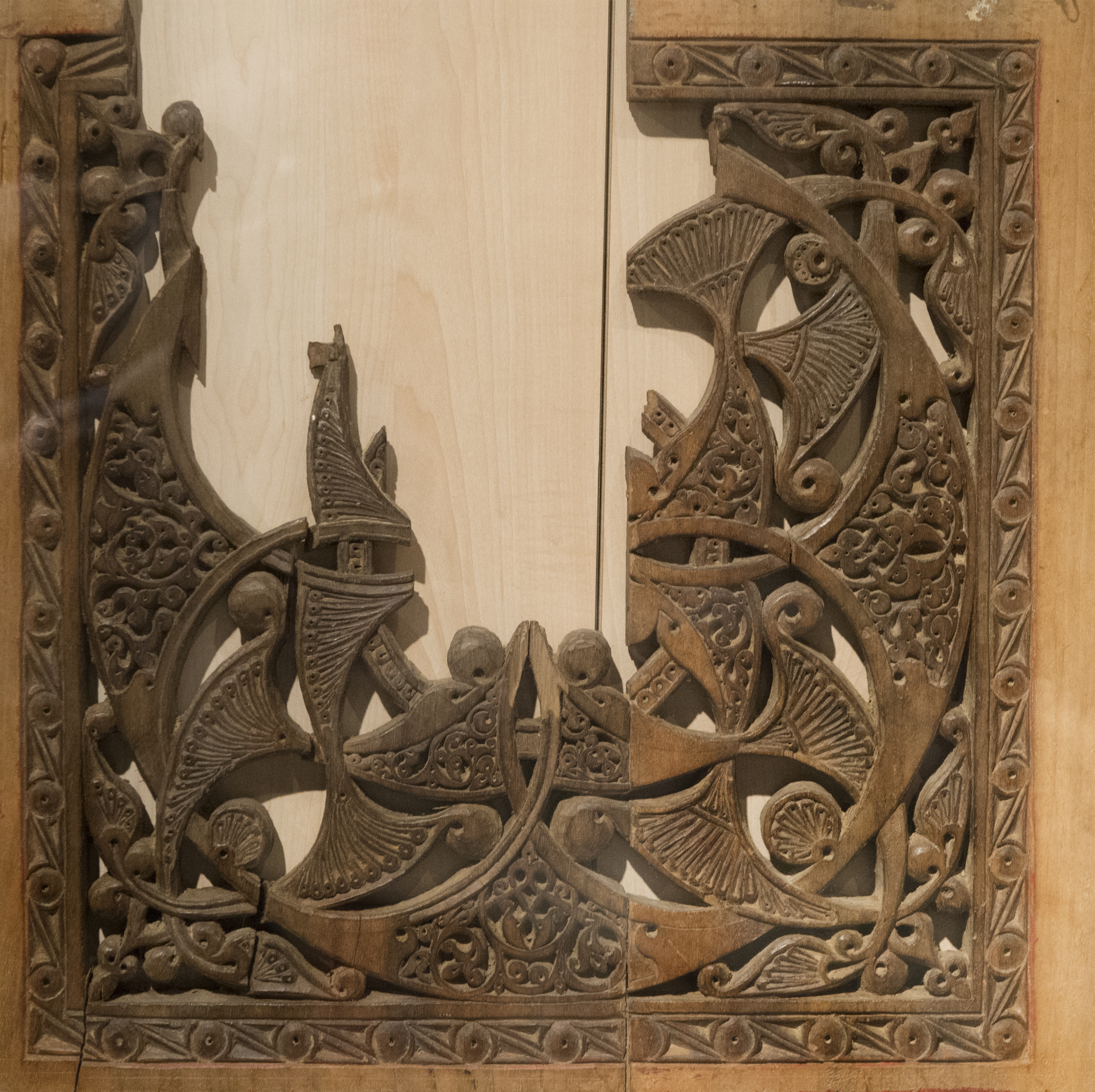
چوبکاری دیوریغی در موزه آنکارا واکیف
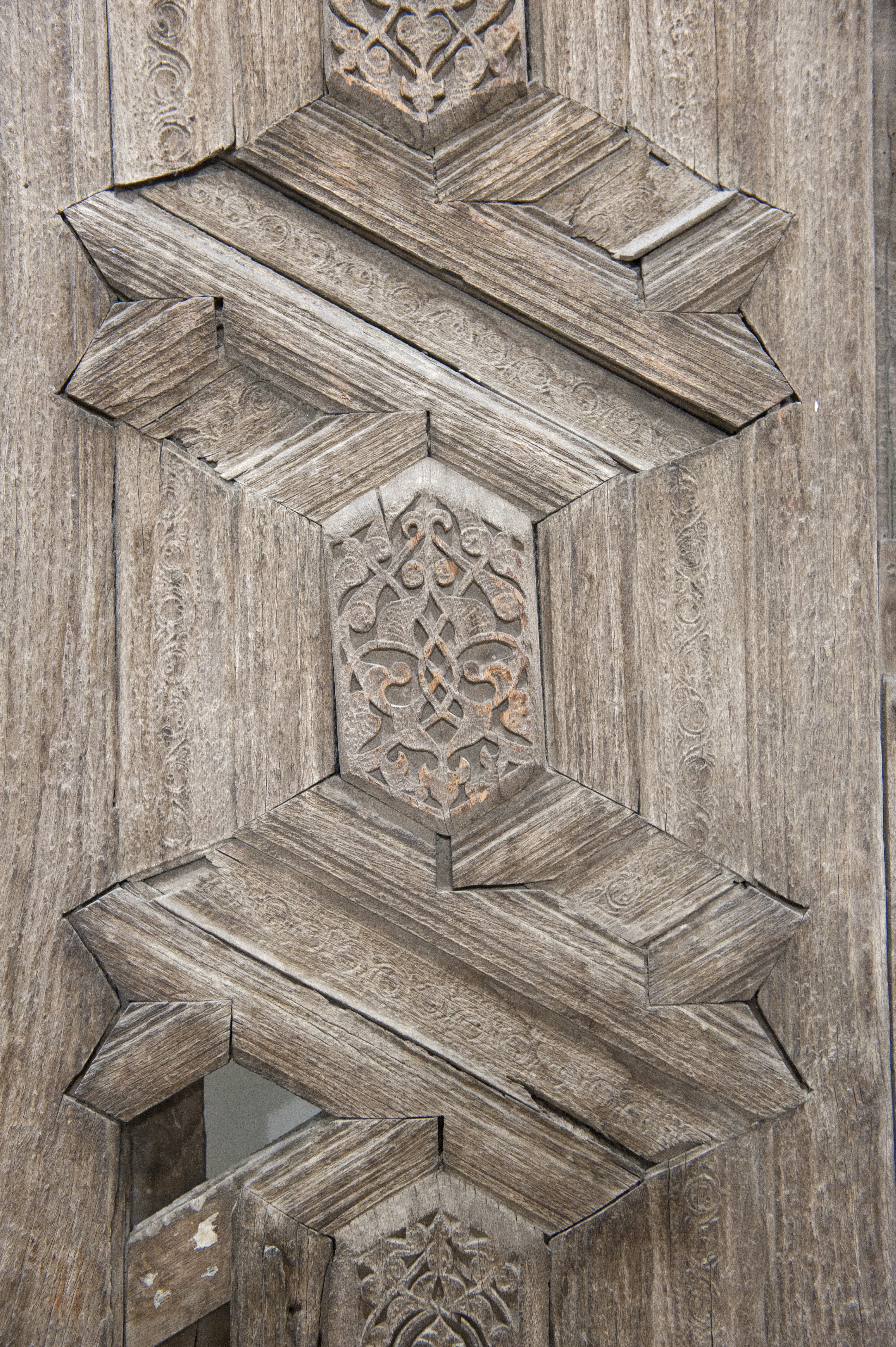
چوبکاری دیوریغی - کنگره و موزه قوم‌شناسی آتاتورک در سیواس
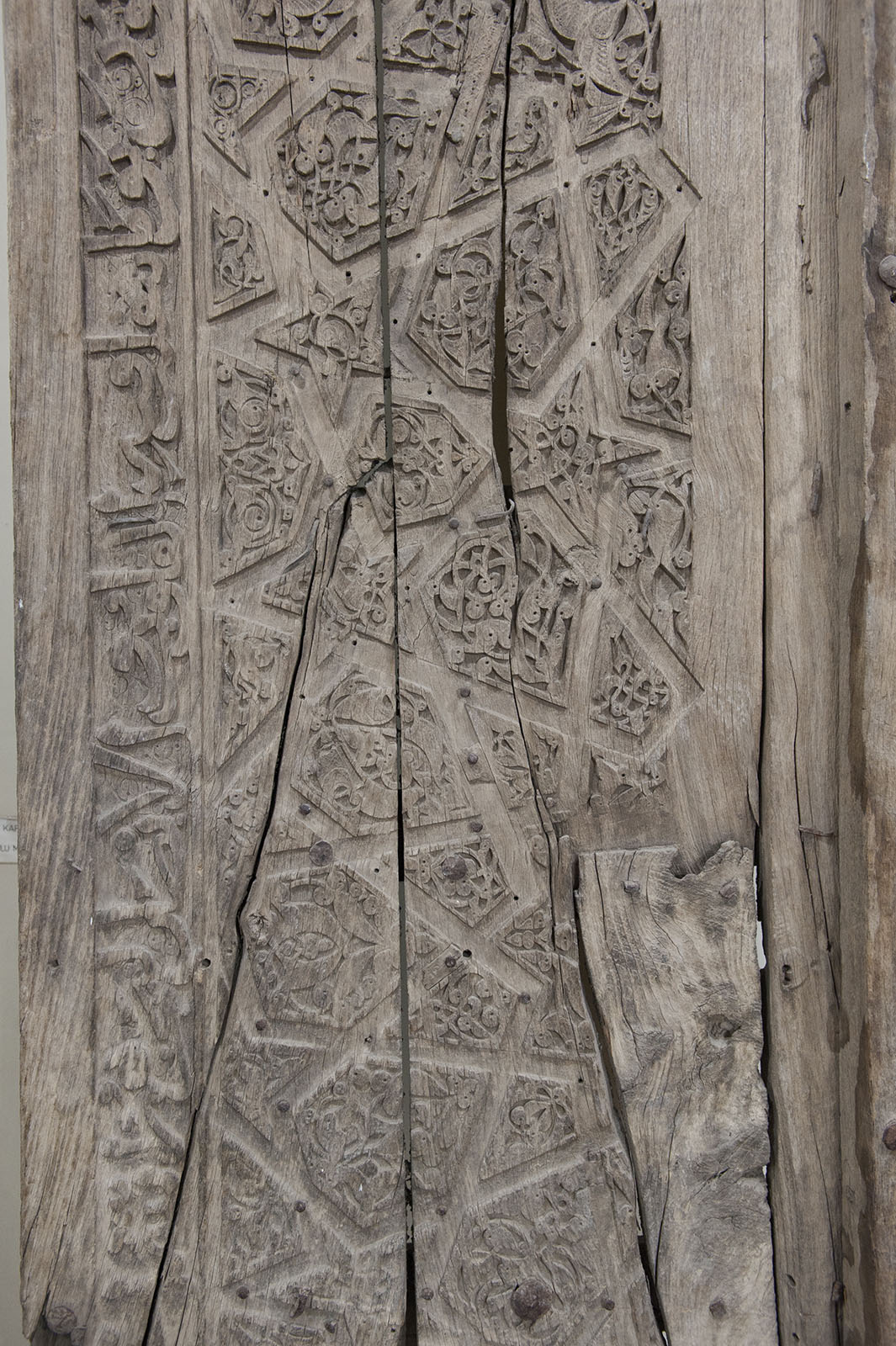
چوبکاری دیوریغی - کنگره و موزه قوم‌شناسی آتاتورک در سیواس
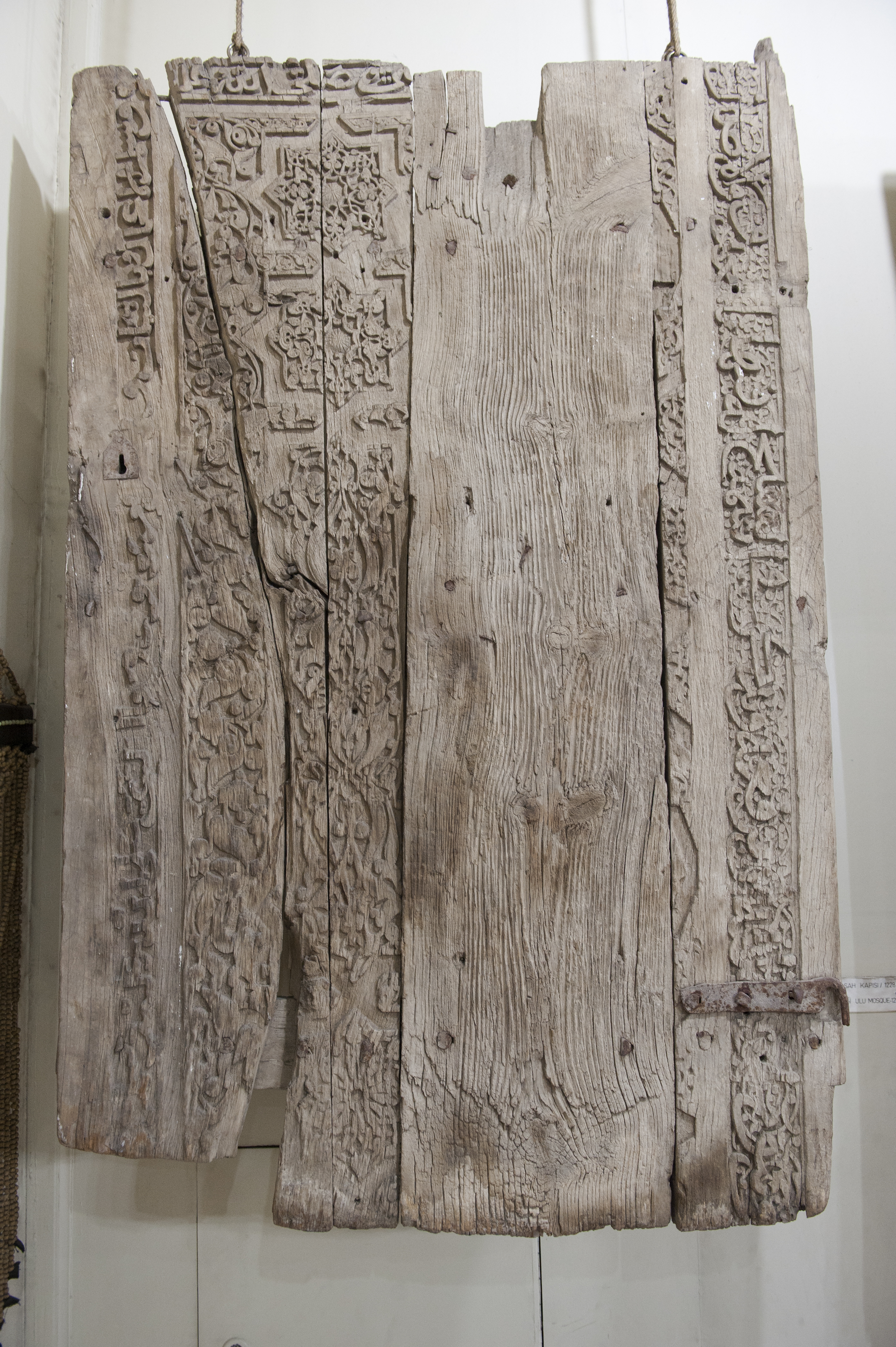
چوبکاری دیوریغی - کنگره و موزه قوم‌شناسی آتاتورک در سیواس
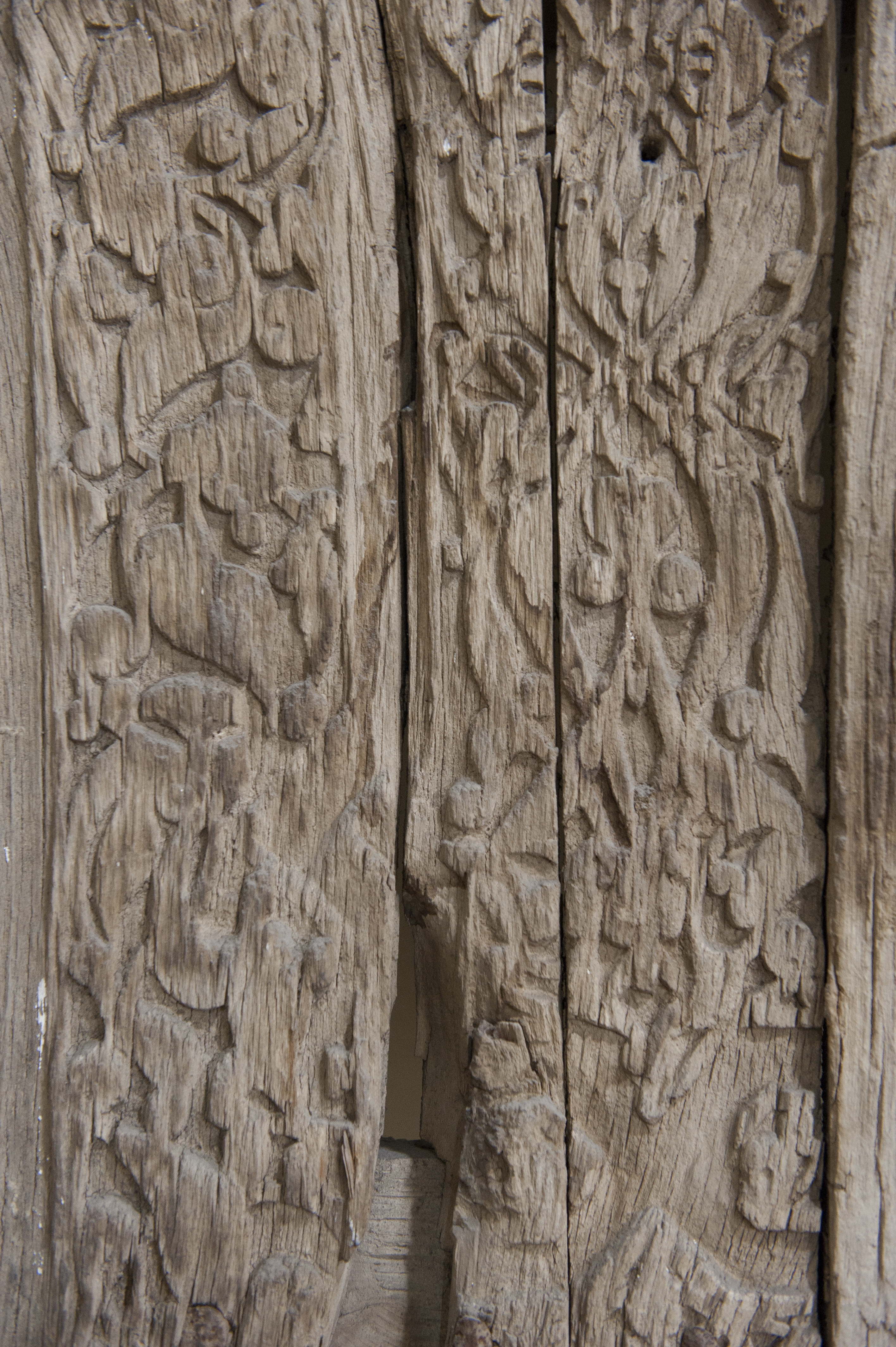
چوبکاری دیوریغی - کنگره و موزه قوم‌شناسی آتاتورک در سیواس
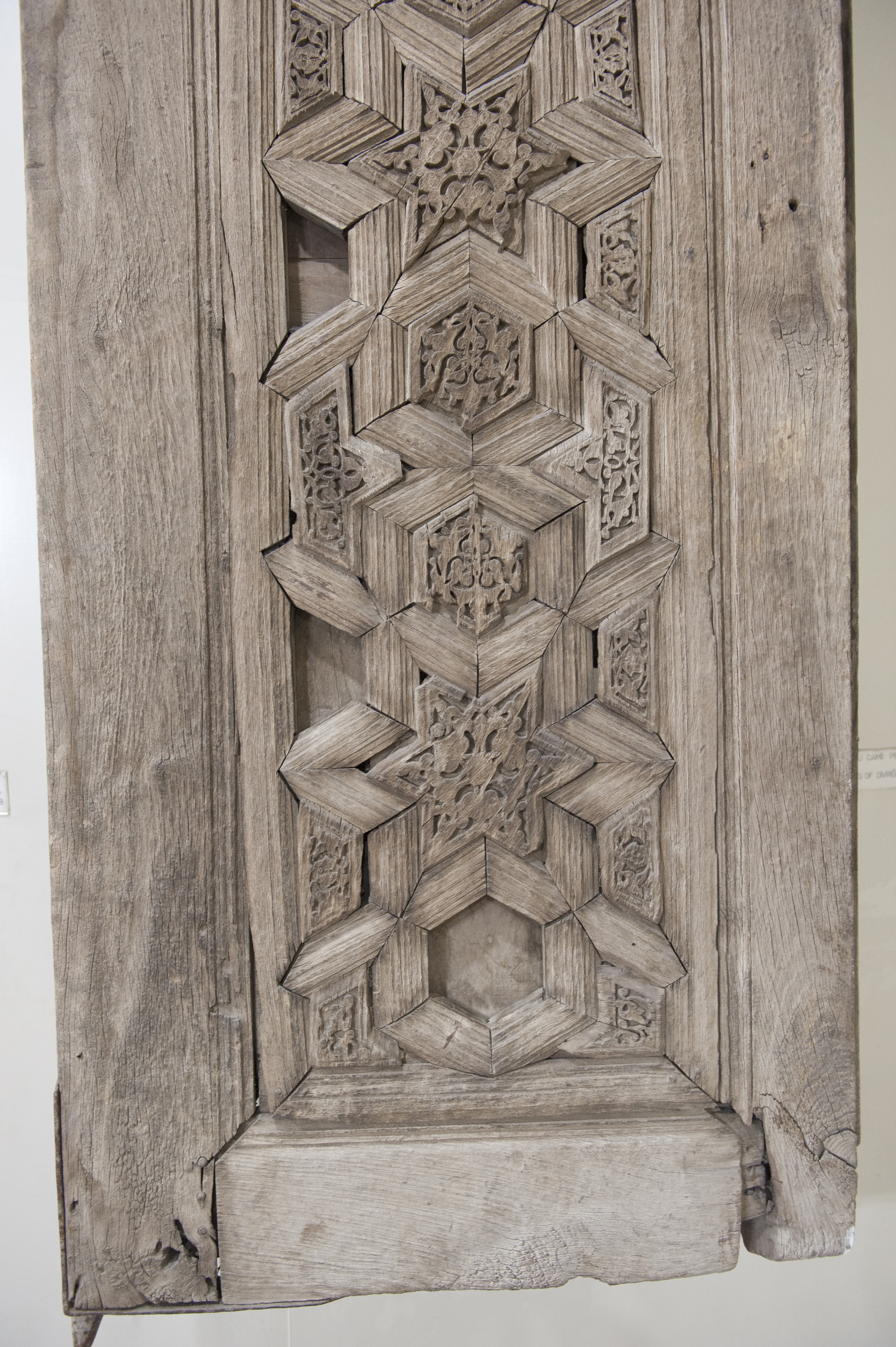
چوبکاری دیوریغی - کنگره و موزه قوم‌شناسی آتاتورک در سیواس